# 圣莫尔 (安德尔省)
圣莫尔（法語：Saint-Maur，發音：[sɛ̃ mɔʁ] ⓘ），法国中部城市，中央-卢瓦尔河谷大区安德尔省的一个市镇，隶属于沙托鲁区，其市镇面积为87.91平方公里，2022年1月1日时人口数量为3,589人，在法国市镇中排名第3,132位（2022年）。
圣莫尔位于安德尔省中部，安德尔河畔，省会沙托鲁市区西侧，是沙托鲁的一个近郊卫星城。

## 地名来源
“Saint-Maur”一名可能出自公元六世纪的同名天主教圣人，后者的生平尚有待考证。

## 历史

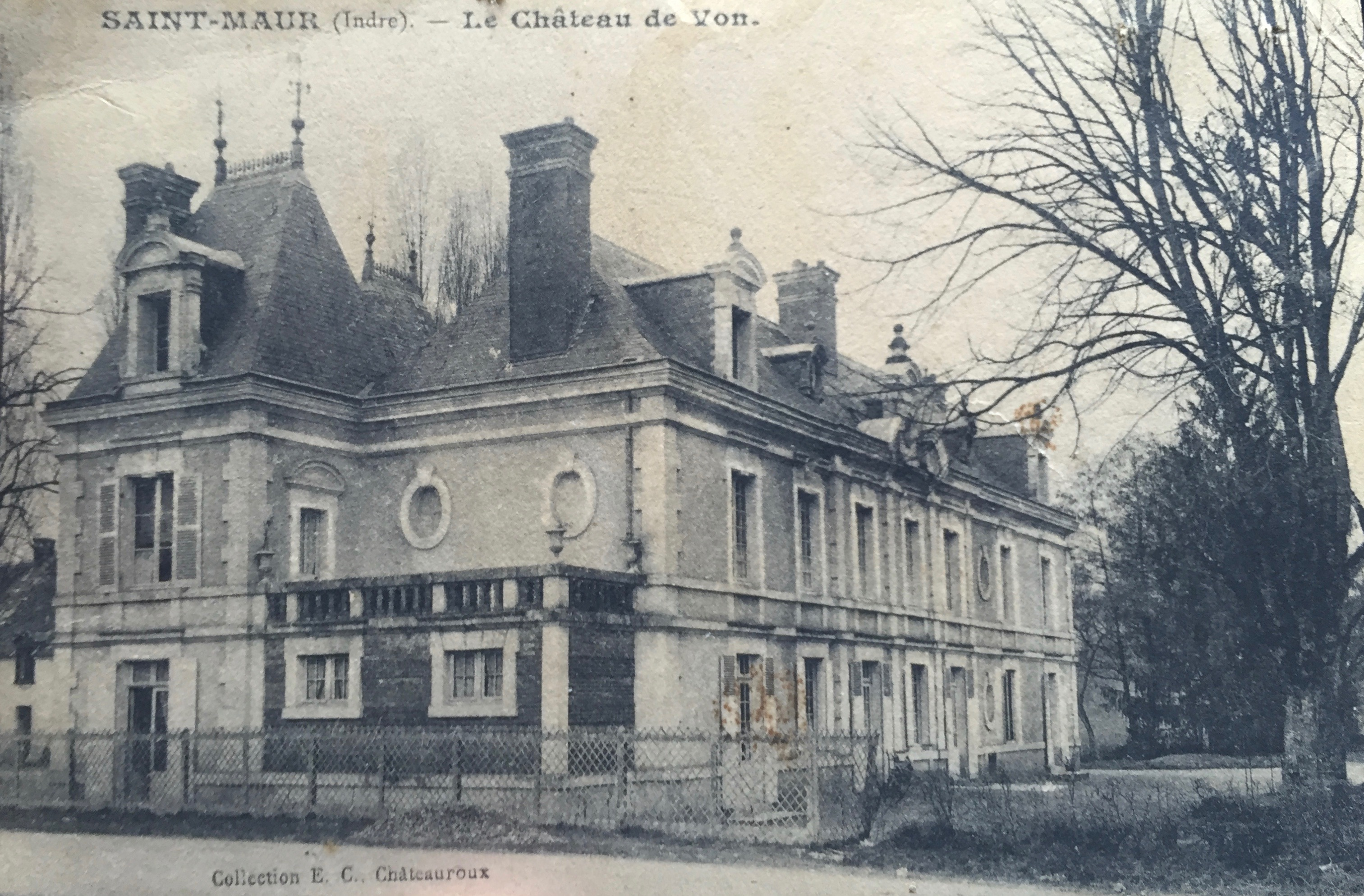
圣莫尔境内的一处城堡（拍摄年代不详）

圣莫尔成立于2016年1月1日，由原市镇圣莫尔旧市镇和维莱莱索尔姆两地合并而成，行政中心位于圣莫尔。圣莫尔是一个新市镇，圣莫尔旧市镇和维莱莱索尔姆为圣莫尔的委派市镇。
圣莫尔的早期历史尚不清楚。根据《中西部新共和国报》一篇文章的论述，公元868年前后，受维京人入侵影响，来自诺曼底的教士携带圣人莫尔的圣髑逃难于圣莫尔地区避难并在此修建教堂，此后该地逐渐形成聚落。法国大革命后，圣莫尔成为安德尔省的一个市镇。自二十世纪中后期以来，得益于沙托鲁的城市扩张，圣莫尔人口数量有所增加，其境内南部新建的大面积的商业街区。1987年11月12日，圣莫尔监狱发生狱警绑架事件，经谈判后最终平息。
维莱莱索尔姆历史上则长期为一处普通农业聚落，法国大革命后成为安德尔省的一个独立市镇。该地在1957年以前的官方名称拼写仅为“Villers”。

## 地理

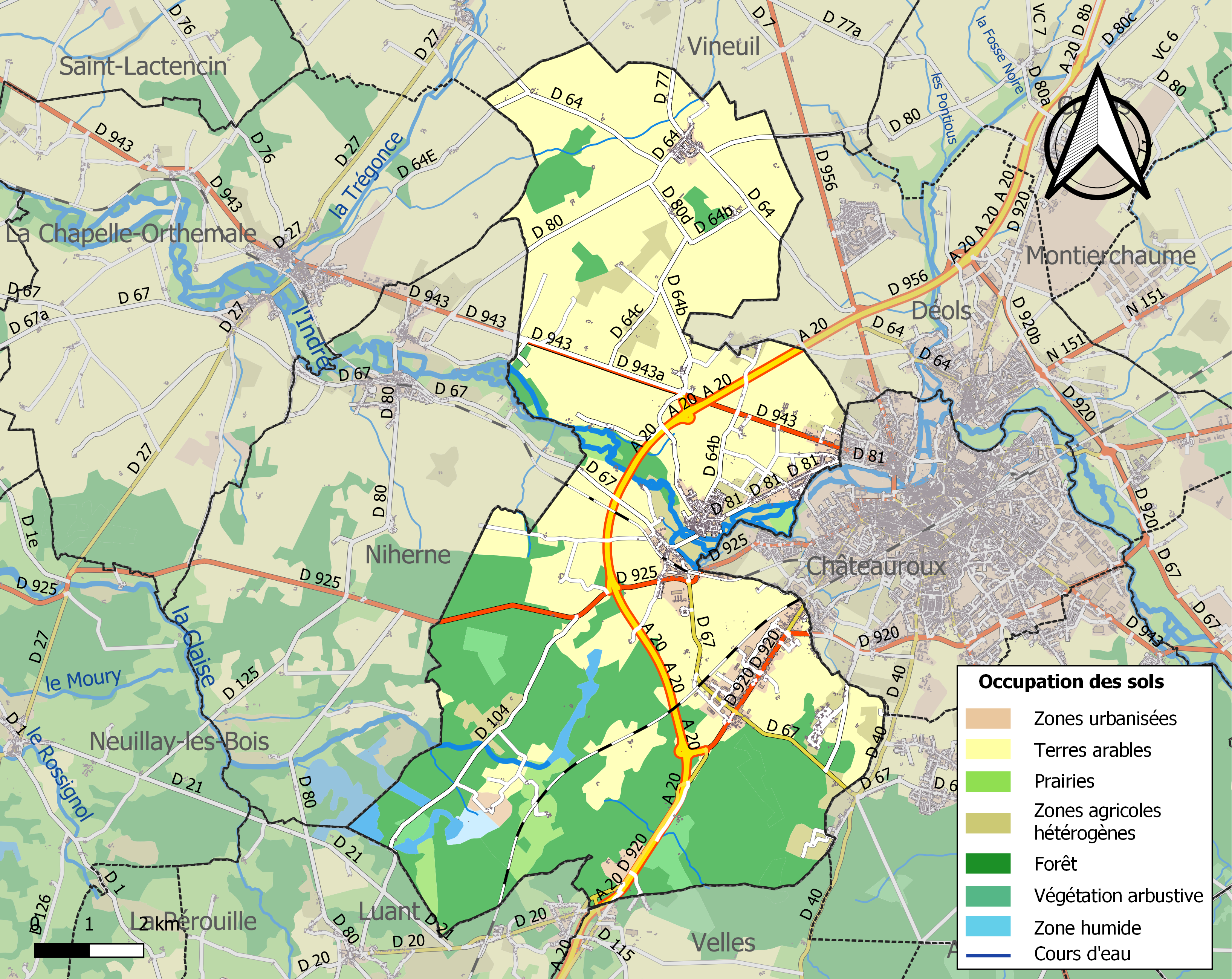
圣莫尔土地利用情况地图

圣莫尔位于法国中部偏西，中央-卢瓦尔河谷大区南部和安德尔省中部，距离省会沙托鲁市中心大约5公里。与圣莫尔接壤的市镇包括：沙托鲁、舍泽勒、代奥勒、吕昂、尼耶讷、勒潘索内、韦勒、安德尔河畔维勒迪约和维讷伊。

### 地形
圣莫尔位于贝里地区西部腹地，境内以缓丘为主，市镇中心位于一处地势较为平坦的河谷地带，全境海拔在127到184米之间。

### 水文
安德尔河自东向西蜿蜒流经圣莫尔镇中心，并在此形成多条水道；该河左岸有一处采石活动后遗留形成的“Etang des Ballastières”。

### 植被
圣莫尔属于温带阔叶混交林区，林地广泛分布于河流附近及坡地地带，其中安德尔河畔开辟有大型绿地公园，市镇范围北部则有莱克洛树林（Bois des Clos）、维勒谢斯树林（Bois de Villechaise）等分布。
在鲜花城市的评比中，圣莫尔被评为3星级鲜花城市。

### 自然灾害
圣莫尔的地震危险度等级为2级，属于低危险；氡辐射等级为1级，属于低危险。1982至2025年5月间，圣莫尔境内共发生11次有记录的自然灾害，其中3次洪涝，6次干旱。

### 气候
圣莫尔在柯本气候分类法中属于温带海洋性气候（Cfb）。

## 行政区划
圣莫尔的市镇编号为36202，邮政编号为36250。
在行政管理方面，圣莫尔隶属于法国中央-卢瓦尔河谷大区安德尔省沙托鲁区；在地方选举方面，圣莫尔分属于比藏赛县和勒夫鲁县，其市镇范围全境被划入安德尔省第一选区；在社会管理方面，圣莫尔是沙托鲁都会城市圈公共社区的组成部分。
截至2025年6月，圣莫尔市镇范围内暂无任何安全优先街区及城市政策优先街区。
法国国家统计与经济研究所（简称“INSEE”）在进行数据统计时，将圣莫尔及相邻的另外3个市镇设为沙托鲁城市核心区，并将包括圣莫尔在内的周边共71个市镇划为沙托鲁城市辐射区。此外，INSEE还将圣莫尔市镇整体看作一个“块区”（IRIS），以便于统计人口分布情况。

## 交通

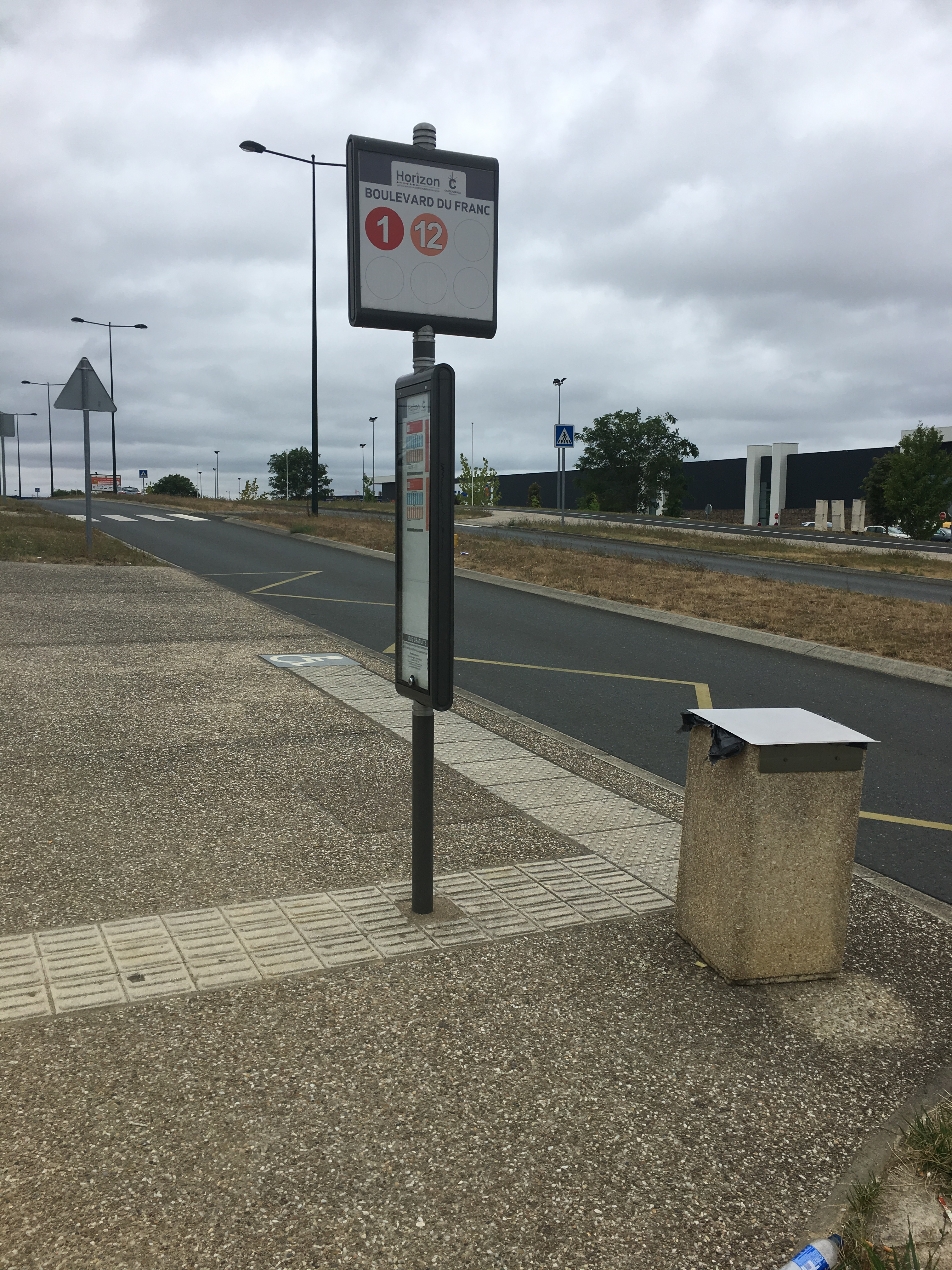
一处公交车站点

### 公路
A20高速公路纵贯圣莫尔市镇南部并设有出入口连接镇中心，另有安德尔省省道D64线、D64b线、D67线、D77线、D80线、D104线、D920线、D925线和D943线在圣莫尔境内交汇。
2021年，85.4%的圣莫尔家庭拥有至少一辆私人汽车。2023年，圣莫尔境内共发生各类交通事故2起，造成2人受伤，其中1人重伤。
| 13 | 3 |

| 沙托鲁 | 6 |

| 安德尔河畔维勒迪约 | 11 |

| 勒潘索内 | 11 |

### 铁路
圣莫尔位于茹埃莱图尔—沙托鲁铁路上，该铁路已于1969年起关闭客运服务。
距离圣莫尔最近的运营中的客运铁路车站为6公里外的沙托鲁站，该站停靠往返于巴黎和图卢兹之间的城际列车，以及前往奥尔良和利摩日两个方向的区域列车。

### 航空
圣莫尔距离沙托鲁机场的高速公路里程大约12公里。

### 城市公共交通
圣莫尔是沙托鲁城市公共交通（商业名称为“Horizon”）的服务覆盖范围。截至2025年6月，该系统共包括12条常规公交线路，其中公交1路和11路经过圣莫尔南部的南角商业街区，7路直通圣莫尔镇中心，12路可连接维莱莱索尔姆。

## 政治

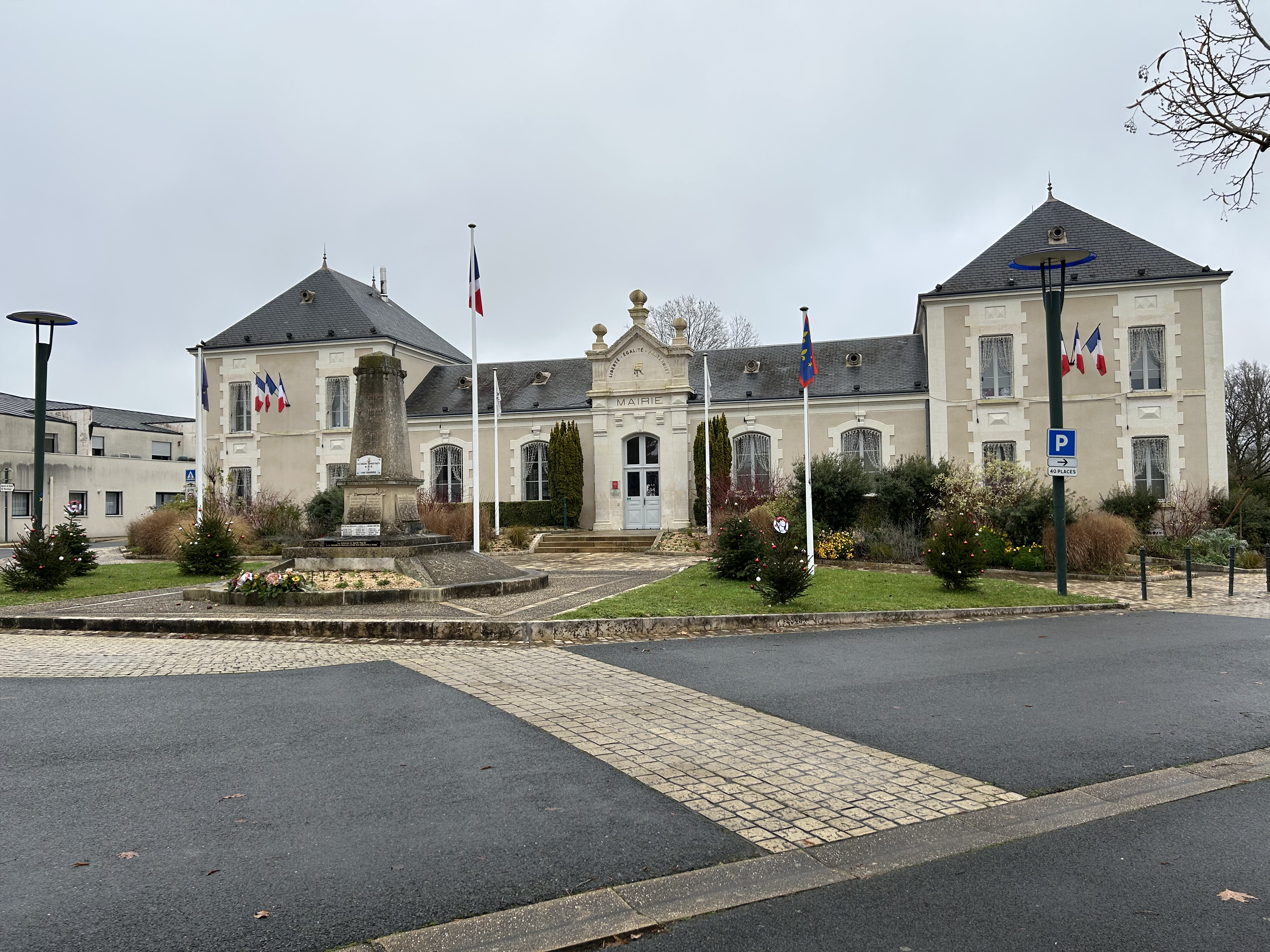
圣莫尔市政厅

圣莫尔的现任市长为吕多维克·雷奥先生（Ludovic RÉAU），他是一名右翼无党派人士，在2020年的市政选举中获得了83.3%的支持率。
在2022年的法国总统大选的第二轮选举中，法国极右翼政党国民阵线主席玛丽娜·勒庞在圣莫尔获得了50.32%的支持率。

## 人口
2022年，圣莫尔市镇人口数量为3,589，在法国排名第3,132位。其中男性1,870人，女性1,771人，75岁及以上人口占11.6%，外籍人口数量为73人，人口密度为41人/平方公里，当地居民被称为（男性）或（女性）。2015至2021年间，圣莫尔的人口增长率为0.4%（含维莱莱索尔姆）。2022年，圣莫尔境内出生22人，死亡人口74人。
| 圣莫尔1901年－2022年人口变化情况 |
|                                  |
| 数据来源：Cassini、INSEE         |

## 经济
圣莫尔是沙托鲁的一个近郊卫星城。INSEE于2020年将圣莫尔划入沙托鲁就业区（Zone d'emploi de Châteauroux），并又于2022年将其划入沙托鲁生活区（Bassin de vie de Châteauroux）。截至2022年底，圣莫尔市镇范围内共有活跃企业299家，其中69.2%的员工总数在9人及以下；按照产业分类，当地一、二、三产业占比分别为3.3%、14.8%和82.0%。（汽车销售）、（大型零售）及（汽车销售）是当地2023年已公布营业额最高的三个企业，分别为52,528,420欧元、43,169,162欧元和27,743,899欧元。

## 财政与居民收入
2023年，圣莫尔的财政收入总额为4,093,850欧元，财政支出总额为3,490,390欧元，当年的债务总额为1,402,350欧元。2023年，圣莫尔市镇通过增值税获得435,290欧元的收入，此外当地还共获得了186,160欧元的国家直接财政补助。
| 圣莫尔居民收入情况                               | 圣莫尔居民收入情况  | 圣莫尔居民收入情况  | 圣莫尔居民收入情况  |
| 内容                                             | 圣莫尔              | 安德尔省            | 法國                |
| ------------------------------------------------ | ------------------- | ------------------- | ------------------- |
| 居民平均时薪                                     | 14.8欧元（2022年）  | 13.8欧元（2022年）  | 17欧元（2022年）    |
| 高级职员人均时薪                                 | 23.8欧元（2022年）  | 23.8欧元（2022年）  | 29.1欧元（2022年）  |
| 中级职员人均时薪                                 | 15.9欧元（2022年）  | 15.4欧元（2022年）  | 16.6欧元（2022年）  |
| 普通职员人均时薪                                 | 12.1欧元（2022年）  | 11.5欧元（2022年）  | 12.1欧元（2022年）  |
| 工人人均时薪                                     | 12.0欧元（2022年）  | 12.1欧元（2022年）  | 12.5欧元（2022年）  |
| 贫困率                                           | （不详）            | 15.4%（2021年）     | 14.5%（2021年）     |
| 青壮年（15至64岁）失业率                         | 8.7%（2021年）      | 11.6%（2021年）     | 10.4%（2021年）     |
| 家庭总数                                         | 1,314（2022年）     | 414（2022年）       | 1,160（2022年）     |
| 征税家庭数量占比                                 | 47.0%（2023年）     | 45.1%（2022年）     | 44.8%（2022年）     |
| 家庭年均纳税                                     | 2,895欧元（2023年） | 2,100欧元（2022年） | 4,481欧元（2022年） |
| 资料来源：INSEE、L'Internaute、Le Journal du Net |                     |                     |                     |

## 社会事务

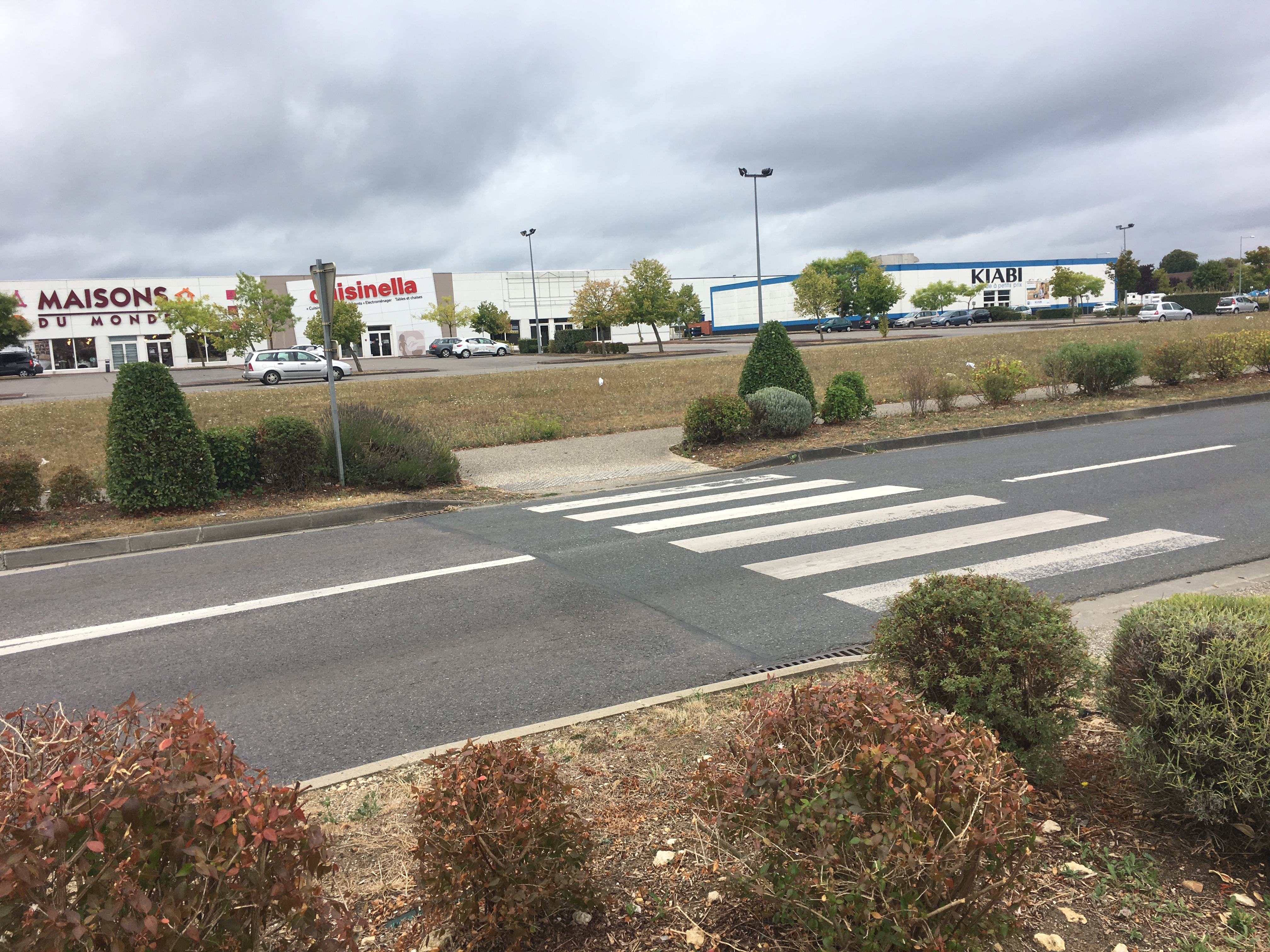
圣莫尔境内的“南角”商业中心

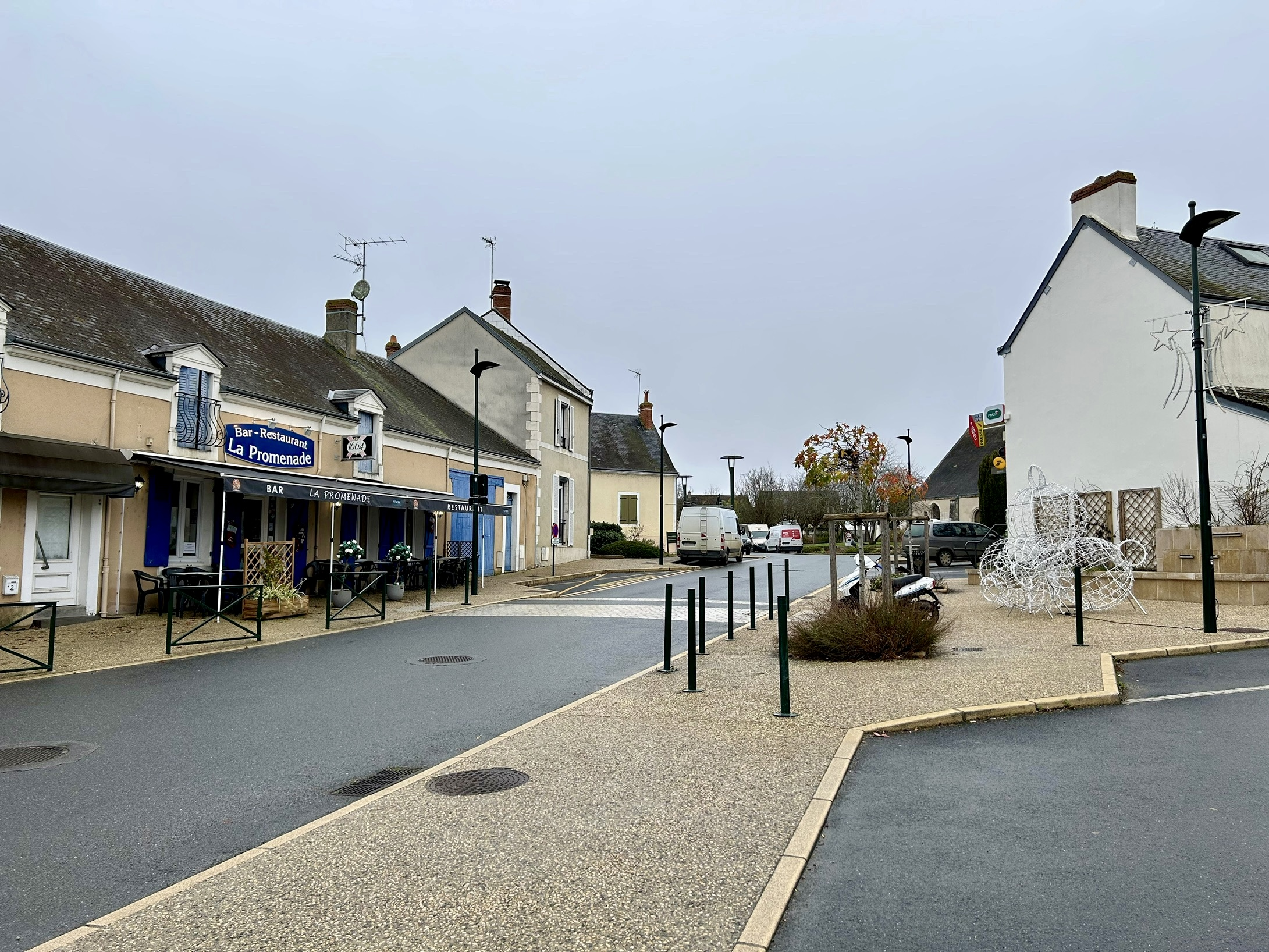
镇中心的莱蓬街

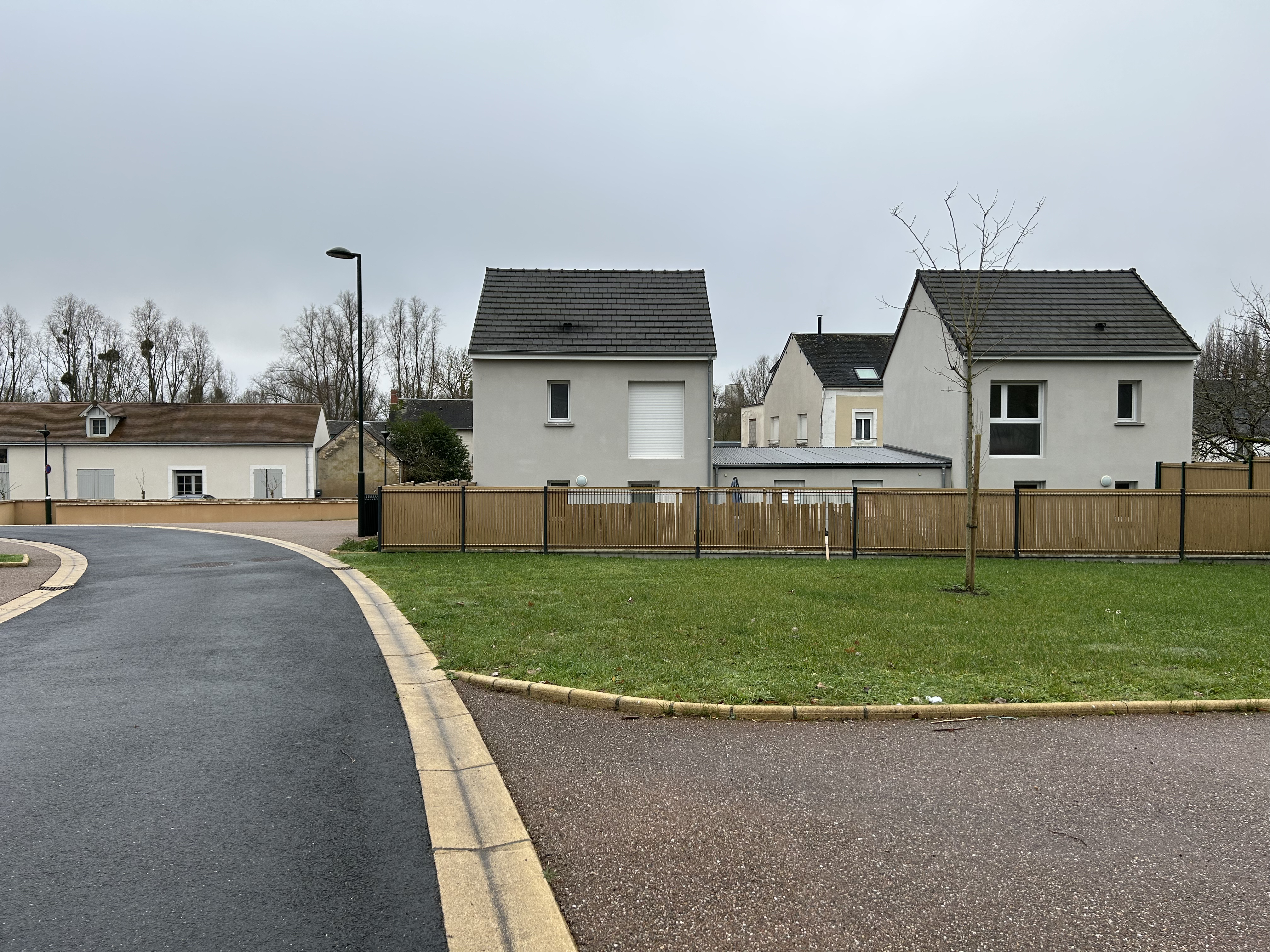
一处居民区

### 教育
圣莫尔属于奥尔良-图尔学区。截至2023年1月1日，圣莫尔境内共有1所幼儿园和1所小学。

### 医疗
截至2023年1月1日，圣莫尔境内共有全科医生2名、保健师1名、牙医1名、护士1名、药房1家、养老院3家、残疾人帮扶中心4家。
距离圣莫尔最近的区域性医疗机构为沙托鲁中心医院，其全名为“沙托鲁-勒布朗中心医院”（Centre Hospitalier de Châteauroux Le Blanc），其主病区医院位于沙托鲁市区南侧，距离圣莫尔市区的正常车程大约12分钟，该院设有床位755个，是安德尔省规模最大的公立综合性医院。

### 住房
2021年，圣莫尔境内共有各类住房1,505套，其中90.6%为独立式住宅，8.8%为集中式住宅。常住房屋占圣莫尔市镇范围内居民建筑总量的90.0%。2023年，圣莫尔的居住税率为8.10%，不动产税率为30.80%（其中空置土地的不动产税率为31.98%）。
在住房保障政策方面，2023年，圣莫尔境内共有560户家庭获得了家庭津贴补助，受益人数占总人口数量的15.6%，其中185份为房租补助。

### 商业
2021年，圣莫尔境内共有各类实体商铺175家，其中餐厅16家、大型超市5家、杂货店1家、面包房4家、肉铺2家、书店2家、装饰品店5家、银行门店2家、美容美发店3家、汽车维修店19家。圣莫尔市镇范围南部为“南角”商业中心（Centre commercial de Cap Sud），该区域内建有E.Leclerc、Intersport、迪卡侬、Action、Boulanger、BUT、Cultura、B&M、Gifi、Sport2000、Conforma、Jadiland、Lidl等超市及卖场。

### 体育
2023年，圣莫尔境内共有2间体育馆、1处网球场、2处马术场以及4处足球或橄榄球场。
截至2025年6月，圣莫尔体育会（Union Sportive de Saint-Maur，编号504912）是圣莫尔境内唯一的一家注册足球俱乐部，其主队2024至2025赛季参加安德尔省足球联赛甲组（法国第九级别），其主场为市政球场（Stade Municipal）。

### 环境
圣莫尔的环境事务由其所属的沙托鲁都会城市圈公共社区联合各级政府协调负责。2021年，圣莫尔境内共有2家污染企业。

### 治安
2024年，圣莫尔市镇范围内累计记录各类案件194起，其中盗窃类案件94起，人身侵犯类案件34起，毒品交易类案件12起。

## 文化

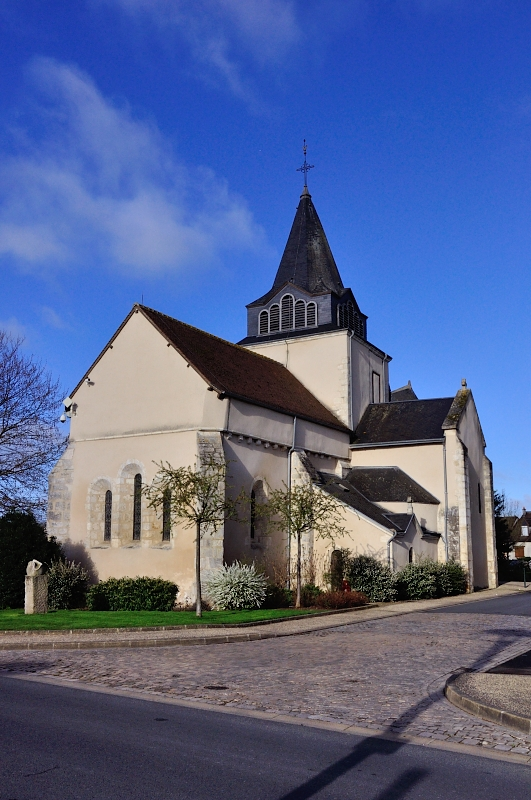
圣莫尔教堂

2021年，圣莫尔境内暂无任何文化设施。圣莫尔境内建有雷蒙德·樊尚多媒体中心（Médiathèque Raymonde Vincent），每周二、三、五、六向公众开放。

### 建筑
截至2025年6月，圣莫尔境内共有1处建筑被列入法国国家文物保护单位，为拉勒夫城堡（Château de Laleuf），此外当地镇中心的圣莫尔教堂（Église de Saint-Maur）也是一处地标性建筑物。

### 旅游
圣莫尔的旅游事务由其所属的沙托鲁都会城市圈公共社区联合各级政府协调负责。2024年，圣莫尔境内共有2家酒店共计114间房间。

### 媒体
法国主要的媒体均可在圣莫尔接收，法国电视三台下属的中央-卢瓦尔河谷大区频道在部分时段播出圣莫尔所在安德尔省的地方新闻。《中西部新共和国报》、Ici贝里、伊苏丹贝里第一电视台等是当地主要的地方性媒体。

## 友好城市
截至2025年6月，圣莫尔暂未建立任何友好城市关系。